# Labrossyta castellana
Labrossyta castellana är en stekelart som först beskrevs av André Seyrig 1928.  Labrossyta castellana ingår i släktet Labrossyta och familjen brokparasitsteklar. Inga underarter finns listade i Catalogue of Life.